# Banksia subg. Banksia
Sous-genre
Classification phylogénétique
Sections de rang inférieur
- Banksia sect. Banksia
- Banksia sect. Coccinea
- Banksia sect. Oncostylis

Banksia subg. Banksia est un sous-genre de plantes à fleurs du Banksia et de la famille des Proteaceae. Y sont classées les espèces de Banksia « typiques », c'est-à-dire celles qui présentent les grands épis floraux et les infrutescences en « cônes » caractéristiques du genre Banksia.  À ce titre, il regroupe toutes les espèces de Banksia sauf trois.  Ces trois espèces atypiques ont une inflorescence formant un capitule en dôme et sont classées dans le sous-genre Banksia subg. Isostylis.
Le sous-genre Banksia subg. Banksia est subdivisé en trois sections, en fonction principalement de la forme du  style :
- les espèces de la section Banksia sect. Banksia ont un style droit ou incurvé, mais jamais en crochet.  Cette section compte environ 50 espèces qui sont subdivisées en neuf séries ;
- la section Banksia sect. Coccinea ne compte qu'une espèce, Banksia coccinea ;
- la section Banksia sect. Oncostylis regroupe les espèces à style en crochet. Il compte environ 20 espèces et se subdivise en quatre séries.